# Moreton Valence
Moreton Valence é uma paróquia e aldeia de Stroud, no condado de Gloucestershire, na Inglaterra. De acordo com o Censo de 2011, tinha 151 habitantes. Tem uma área de 6,6 km².